# Lattersteighöhe
Lattersteighöhe är en bergstopp i Österrike.   Den ligger i distriktet Feldkirchen och förbundslandet Kärnten, i den centrala delen av landet, 230 km sydväst om huvudstaden Wien. Toppen på Lattersteighöhe är 1 904 meter över havet.
Terrängen runt Lattersteighöhe är kuperad åt sydväst, men åt nordost är den bergig. Runt Lattersteighöhe är det ganska tätbefolkat, med 56 invånare per kvadratkilometer.. Närmaste större samhälle är Himmelberg, 19,2 km söder om Lattersteighöhe. 
I omgivningarna runt Lattersteighöhe växer i huvudsak blandskog.